# Génova (Quindío)
Génova is een gemeente in het Colombiaanse departement Quindío. De gemeente telt 9293 inwoners (2005). Génova, gelegen in de Eje Cafetero, produceert veel koffie.

## Ligging en outdoor
Génova ligt op grote hoogte in de Cordillera Central. In de gemeente vinden veel buitensportactiviteiten als rafting, kajakvaren, parapente, mountainbiken en abseilen plaats.

## Geboren in Génova (Quindío)
- Luis Garavito (1957-2023), seriemoordenaar

- MusicBrainz: 45f7375b-b6cf-4e1f-b0d3-9deb86ca7753
- Système universitaire de documentation: 026384299
- Virtual International Authority File: 157683342

Armenia · Buenavista · Calarcá · Circasia · Córdoba · La Tebaida · Montenegro · Filandia · Génova · Pijao · Salento · Quimbaya